# 조 (2013년 영화)
《조》(영어: Joe)는 2013년 공개된 미국의 영화이다.

## 출연

### 주연
- 니콜라스 케이지
- 타이 쉐리던

### 조연
- 헤더 카프카
- 로니 진 블리빈스
- 수 록
- 애드리언 미슐러
- 아즈 윌슨 맥폴
- 브렌다 아이작 부스
- 조니 마스
- 에린 엘리자베스 리드

## 기타
- 원작자: 래리 브라운
- 공동제작: 아틸라 사리 우서
- 조감독: 아틸라 사리 우서
- 사운드슈퍼바이저: 루이스 골드스타인
- 미술: 크리스 L. 스펠만
- 세트: 헬렌 브리튼
- 시각효과: 저스틴 폴 워렌
- 분장: 자센다 버켓
- 분장팀: 메러디스 존스
- 의상: 카렌 말렉키
- 의상: 질 뉴웰
- 배역: 카르멘 리치